# Günter Zehm

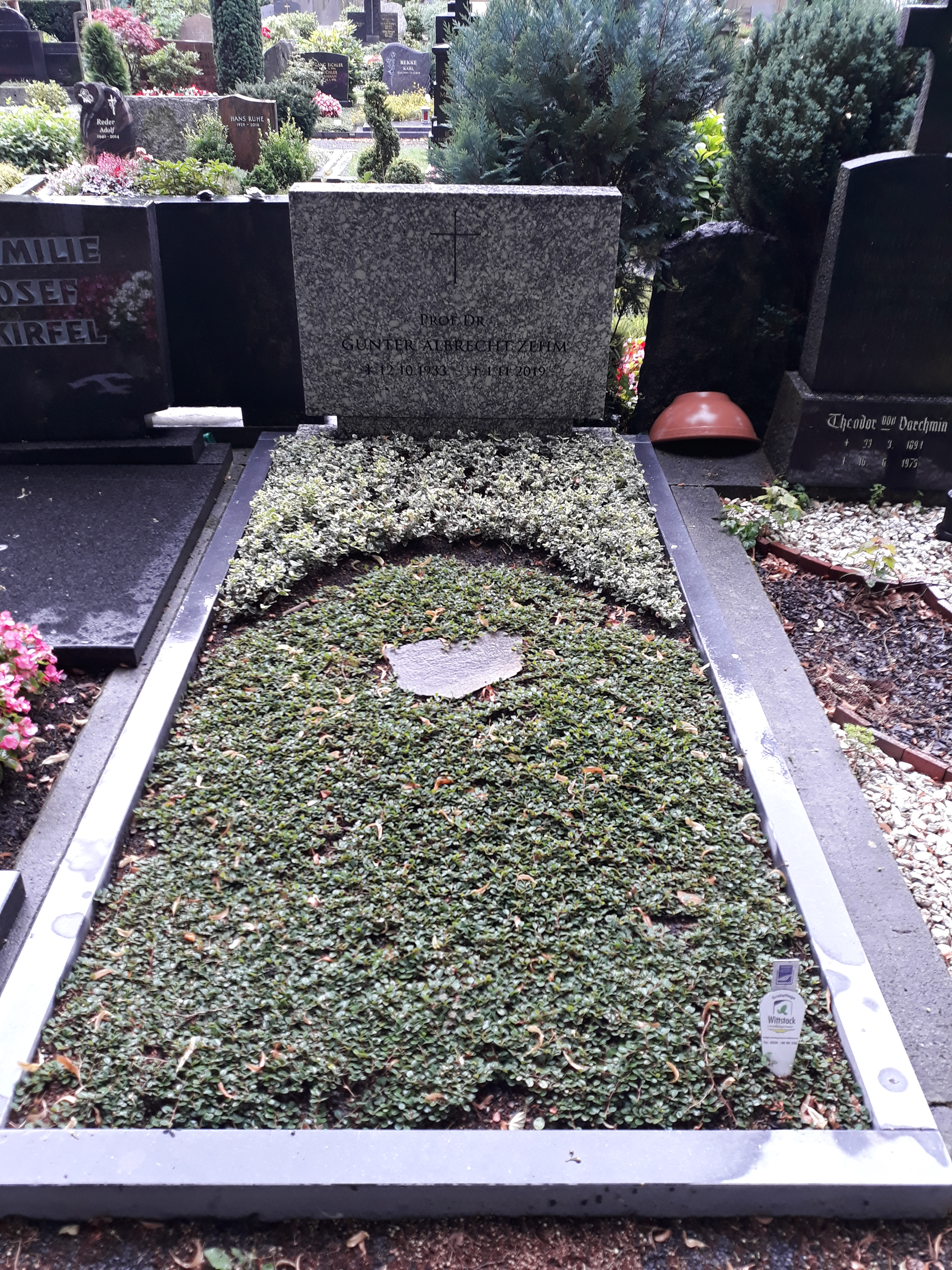
Grab auf dem Burgfriedhof Bad Godesberg in Bonn

Günter Albrecht Zehm (* 12. Oktober 1933 in Crimmitschau; † 1. November 2019 in Bonn) war ein deutscher Publizist, politisch Verfolgter in der DDR und Philosoph. Ab 1993 war er Honorarprofessor für Philosophie an der Friedrich-Schiller-Universität in Jena. Zehm war ein langjähriger Mitarbeiter der Tageszeitung Die Welt. Ab 1995 war er Kolumnist der neurechten Wochenzeitung Junge Freiheit.

## Studium und Leben
Zehm studierte von 1950 bis 1952 in Leipzig Publizistik, danach Philosophie bei Ernst Bloch. Nach seinem Abschluss als Diplomphilosoph erhielt er 1956 eine Assistenzstelle an der Universität Jena. In der Folge des Volksaufstandes in Ungarn 1956 und der darauffolgenden Verfolgung Andersdenkender auch in der DDR wurde Zehm, aufgrund seiner Forderung nach Meinungsfreiheit und Kritik an der SED, 1957 verhaftet und zu vier Jahren Zuchthaus verurteilt. Nach seiner Verurteilung saß Zehm drei Jahre in den Zuchthäusern Waldheim und Torgau. Nach einer Amnestie 1960 floh er 1961 in die Bundesrepublik Deutschland, studierte dann an der Universität Frankfurt bei Theodor W. Adorno, Iring Fetscher und Carlo Schmid und wurde mit einer Arbeit über Jean-Paul Sartre promoviert.
Günter Zehm starb am 1. November 2019 im Alter von 86 Jahren an den Folgen eines Herzanfalles. Seine Grabstätte befindet sich auf dem Burgfriedhof Bad Godesberg.

## Publizistische Tätigkeiten
Nach seinem Studium begann er 1963 als Feuilleton-Redakteur bei der Tageszeitung Die Welt und stieg bis zum stellvertretenden Chefredakteur auf (1977 bis 1989). Dabei vertrat er konsequent seine konservative Grundhaltung. Als der Westdeutsche Rundfunk (WDR) 1981 die Filmserie Holocaust senden wollte, kritisierte der nunmehr zum Feuilleton-Chef avancierte Zehm noch vor der ersten Ausstrahlung in der Welt, dass die Ausstrahlung eine Unverschämtheit sei und dass der damalige Verantwortliche beim WDR, Hans-Ulrich Wagner, die 1,1 Millionen DM, die die Serie gekostet hatte, aus seiner Tasche bezahlen müsse. Peter Weiss’ Auschwitz-Drama Die Ermittlung bezeichnete er in einem Leitartikel als Ostpropaganda und „Gehirnwäsche auf der Bühne“. 1975 begann Zehm unter dem Pseudonym „Pankraz“ (nach der Novelle Pankraz, der Schmoller von Gottfried Keller) eine wöchentliche Kolumne, die nach seinem Ausscheiden bei der Welt zunächst im konservativen Rheinischen Merkur erschien. Nach seinem Ausscheiden beim Rheinischen Merkur veröffentlichte er ab 1995 in der rechtskonservativen Jungen Freiheit (JF).
Von dem wegen Volksverhetzung verurteilten Publizisten Hans-Dietrich Sander, in dessen Staatsbriefen (6–7/1992) eine am 19. Juni 1992 an der Friedrich-Schiller-Universität Jena gehaltene Rede Zehms abgedruckt wurde, distanzierte er sich später.
1998 trug er den Essay Über Würde und Anmut zu der Festschrift Wagnis Wahrheit (erschienen im rechtsextremen Arndt-Verlag in Kiel) für den verurteilten Holocaustleugner David Irving bei. Diesen Text hatte Zehm am 27. Juni 1998 auch an der Universität Jena vorgetragen.
Im neurechten Antaios-Verlag von Götz Kubitschek wurden Zehms Jenaer Vorlesungen nachgedruckt.

## Honorarprofessur in Jena
1990 erhielt Zehm, nach der politischen Wende in der DDR, eine Dozentenstelle an der Friedrich-Schiller-Universität Jena, die 1993 in eine Honorarprofessur umgewandelt wurde. Dies war vom Philosophischen Institut intern als „eine Form der Wiedergutmachung“ für die Vorgänge des Jahres 1957 verstanden worden. Weiterhin trat er auf den Sommeruniversitäten der Jungen Freiheit und den Bogenhausener Gesprächen der von 2001 bis 2006 bzw. seit 2012 als rechtsextrem eingestuften Burschenschaft Danubia München als Referent auf, so zuletzt im Jahr 2000.

## Die Debatten der Jahre 2000/2001
Ende des Jahres 2000 startete die „Antifaschistische Hochschulgruppe Jena“ eine Kampagne, mit der sie Zehm in einer „Grauzone zwischen Konservatismus und Rechtsextremismus“ verortete und insbesondere die Publikationen in der Jungen Freiheit und der genannten Festschrift kritisierte. Rückendeckung bekam der Professor unter anderem vom damaligen Rektor der Universität, Karl-Ulrich Meyn: „Ich teile die Meinungsäußerungen Herrn Zehms in keiner Weise und finde auch die von ihm gewählten Publikationswege nicht adäquat, aber ich kann darin nicht erkennen, dass er den Boden unserer freiheitlich-demokratischen Verfassung verlassen hat. … Das, was ich von Herrn Zehm gelesen habe, ist durch die Wissenschaftsfreiheit gedeckt. Wie sollte ich als Jurist ihm seine Grundrechte verwehren?“
Zehm wiederum bezeichnete seine Kritiker, denen sich auch Gewerkschaftsvertreter angeschlossen hatten, in einem Interview mit der OTZ als „verlorene(n) Haufen von Radikalkommunisten“ und sprach von „Rufmord“. Er würde es sich nicht vorwerfen lassen wollen, „für eine Zeitung zu arbeiten, die keine Gesetze verletzt“.
Die kontroversen Debatten wirkten über die Universitätsstadt hinaus und fanden deutschlandweit Beachtung, beispielsweise im Spiegel, der Tageszeitung und der Berliner Zeitung.

## Publikationen
- Historische Vernunft und direkte Aktion. Zur Politik und Philosophie Jean-Paul Sartres. Phil. F., Dissertation v. 27. Febr. 1963, Frankfurt am Main 1963, DNB 482341297 (230 Seiten).
- Pankraz und der gesunde Menschenverstand. Glossen aus der Lebenswelt gegen Dick- und Dünnbrettbohrer. Verlag Styria, Köln/Graz/Wien 1988, ISBN 3-7990-5546-0 (255 Seiten).
- Pankraz. Kolumnen aus der Jungen Freiheit. Edition JF, Berlin 2000, ISBN 3-929886-05-7 (237 Seiten).
- Eros und Logos. Eine Geschichte der antiken Philosophie. Edition Antaios, Schnellroda 2004, ISBN 3-935063-41-5.
- Der Leib und die Seele. Von den vielen Wurzeln der menschlichen Vernunft. Edition Antaios, Schnellroda 2004, ISBN 3-935063-42-3.
- Die große Schauspielerin Vernunft. Eine Geschichte des Rationalismus in der frühen Neuzeit. Edition Antaios, Schnellroda 2005, ISBN 3-935063-43-1.
- Das Böse und die Gerechten. Auf der Suche nach dem ethischen Minimum. Edition Antaios, Schnellroda 2005, ISBN 3-935063-44-X.
- Das Schlußwort Zarathustras. Friedrich Nietzsche und die Folgen. Edition Antaios, Schnellroda 2006, ISBN 3-935063-45-8.
- Maske und Mimesis. Eine kleine Philosophie der Medien. Edition Antaios, Schnellroda 2007, ISBN 978-3-935063-46-3.
- War Platon in Asien? Adnoten zur Globalisierung des Geistes. Edition Antaios, Schnellroda 2008, ISBN 978-3-935063-47-0.
- An der Kehre. Über die Krisen des Kapitalismus, des Westens und der Demokratie. Edition JF, Berlin 2012, ISBN 978-3-929886-38-2.
- Freie Rede: über Tiefen und Untiefen genauen Sprechens. JF Edition, Berlin 2013, ISBN 978-3-929886-42-9.
- Abbild und Ereignis: über Kunst, Theater und Film in der Moderne. JF Edition, Berlin 2016, ISBN 978-3-929886-60-3.

## Auszeichnungen
- 1970: Theodor-Wolff-Preis[6]